# Ода, Сигэру
Сигэру Ода (яп. 小田 滋 Ода Сигэру, род. 22 октября 1924 года, Саппоро) — японский юрист и бывший судья Международного Суда с 1976 по 2003 год, после чего он вышел на пенсию. Он занимал должность вице-президента с 1991 по 1994 год. Его основной областью знаний было морское право.
Он получил юридическую степень в Токийском университете в 1947 году и докторскую степень в Йельской юридической школе в 1953 году. Член Японской академии наук (1994).